# Contrôle d'approche
Le contrôle d'approche est chargé d'assurer les services de la circulation aérienne au bénéfice des aéronefs dans les espaces aériens contrôlés au voisinage d'un aérodrome.

## Généralités sur le contrôle d'approche
Le contrôle d'approche a pour but d'assurer les services de la circulation aérienne dans les espaces voisins des aérodromes. Dans ces espaces peuvent évoluer des aéronefs au départ, qui souhaitent monter, des aéronefs à l'arrivée, qui souhaitent descendre, et des aéronefs en transit, qui souhaitent maintenir leur altitude. Le contrôle doit aussi assurer la compatibilité du trafic volant aux instruments (avions de ligne et d'affaires en général) et volant à vue (avions de tourisme en général). Il doit aussi gérer hélicoptères, parachutage, voltige, entraînements, planeurs…

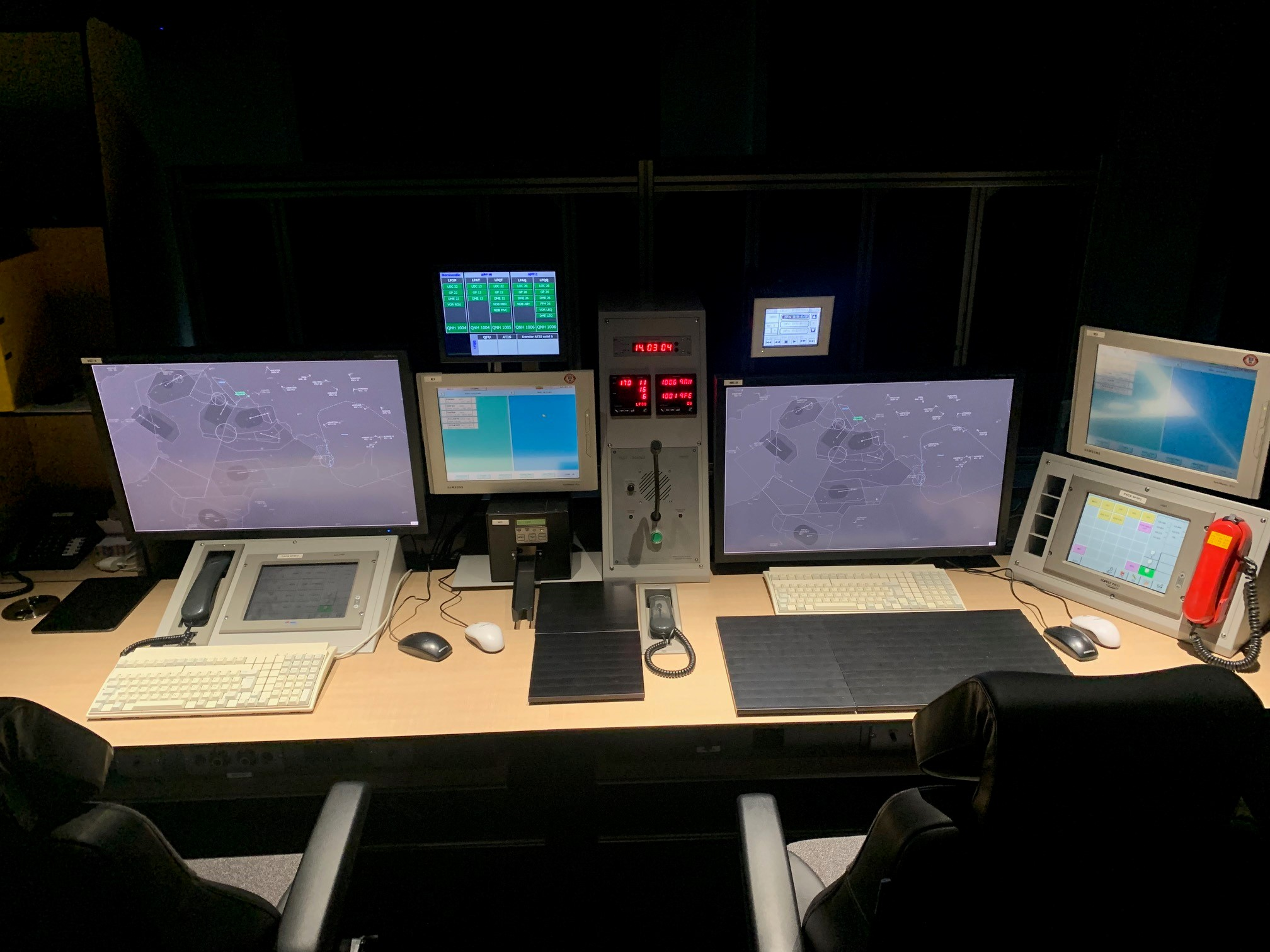
Salle "IFR", le contrôleur organique est à gauche et le contrôleur radariste (celui qui parle aux pilotes) est à droite.

### Localisation physique
En France, le contrôle d'approche est physiquement localisé dans des tours de contrôle.
Dans ce cas, il est localisé dans la vigie de la tour ou dans une salle d'approche séparée quand elle existe. La salle d'approche est parfois immédiatement sous la vigie (Bâle-Mulhouse, Orly) ou au rez-de-chaussée (Roissy, Nice, Bordeaux, Toulouse, Clermont-Ferrand, Lille etc.).
Cependant, les contrôleurs de centres en route sont amenés à faire du contrôle d'approche sur certains terrains isolés qui n'ont pas de contrôle d'approche local dont aucune approche voisine n'est responsable.
Les centres de contrôle d'approche assurent le contrôle pour plusieurs terrains dits 'satellites'. Par exemple, l'approche de Nice gère celle de Cannes. Dans le monde, certains pays ont opté pour un regroupement des approches dans des TRACON (Terminal Radar Approach CONtrol) comme à New York ou à Washington. D'autres ont intégré la quasi-totalité de leurs contrôles d'approche dans de grands centres comme en Angleterre ou en Allemagne.

### Missions
Un contrôleur aérien (ICNA) exerçant dans un centre de contrôle d'approche a pour tâche d'organiser et fluidifier le trafic aérien évoluant dans l'espace aérien associé au centre, trafic transitant, arrivant ou partant. Il doit pour cela séparer les aéronefs entre eux, et organiser la régulation radar de ceux qui souhaitent atterrir sur le (ou les) aéroports géré(s) par le centre. En effet, la convergence des quatre points cardinaux de dizaines d'aéronefs vers un seul point (l'aéroport) pose le problème du cadencement à l'atterrissage. La méthode, largement supposée dans l'opinion publique, qui consiste à faire attendre les aéronefs en l'air jusqu'à ce qu'une place pour atterrir se libère, est totalement proscrite. Elle engendrerait une congestion de l'espace aérien phénoménale et des retards de plusieurs heures chaque jour. La méthode utilisée est donc la régulation radar qui consiste à faire suivre à chaque aéronef la trajectoire précise voulue par le contrôleur afin de les organiser de façon optimisée « les uns derrière les autres » sur l'axe de la piste d'atterrissage, de manière cadencée (par exemple: un atterrissage toutes les 2 minutes). En cas de congestion de l'espace, l'attente est donc généralement remplacée par un rallongement de la trajectoire de l'avion et plusieurs réductions successives de sa vitesse. Lorsque la congestion devient vraiment trop importante, l'attente en l'air reste alors la dernière solution effectivement adoptée.

### Les méthodes
La particularité du contrôle d'approche est de gérer une grande diversité d'appareils, très évolutifs et ayant des grandes différences de vitesses. Cela va de la montgolfière ou du planeur à l'avion de chasse quasi-supersonique en passant par les hélicoptères, les ULM et les avions de ligne.
Bien que presque tous les aérodromes aient de tels trafics, on ne parle d'approche que quand l'espace aérien considéré est un espace contrôlé. Ceci exclut les petits aérodromes.
Le contrôleur a deux moyens pour assurer ce service de contrôle :
- L'information de trafic, qui est assurée comme partout : le contrôleur recueille des informations sur la position des aéronefs auxquels il doit l'information de trafic, et retransmet ces informations quant aux aéronefs pour lesquels l'information est pertinente.
- L'espacement, et dans ce cas les méthodes de travail varient selon les moyens techniques dont le contrôleur dispose, notamment des moyens radar. Le contrôleur peut ne pas être équipé de radar, disposer d'un radar qui n'est pas agréé pour le guidage, ou d'un radar agréé pour les trois services radar.

## Approche classique
On appelle approche classique une approche qui ne répond pas aux critères de l'approche de précision, celle-ci comporte au minimum 3 informations simultanées de guidage en azimut, en hauteur, et en distance, ILS, Glide, DME par exemple. Le contrôle d'approche peut s'effectuer avec ou sans radar de guidage, avec 2 aides radio électriques, les minima opérationnels étant relevés. Les espacements horizontaux sont alors assurés par des séparations stratégiques. 
Pour deux aéronefs à l'arrivée, on assure le plus souvent une séparation verticale : si deux aéronefs arrivent en même temps, on les laisse l'un au-dessus de l'autre, le second descendant quand le premier descend. Une fois le premier posé, le second est autorisé à l'approche. L'ordre répond à la règle du « premier arrivé, premier servi ».
Pour deux aéronefs au départ, la méthode employée est équivalente. L'aéronef parti en premier monte, celui parti en second reste en dessous, et est autorisé à monter au fur et à mesure de la progression du premier. Une fois une séparation horizontale obtenue (si leurs trajectoires divergent après l'envol), le second n'est plus restreint pour sa montée.
Quand un aéronef part sur une trajectoire, et qu'un autre arrive sur une trajectoire sensiblement identique, en général un critère est défini pour savoir quand ces aéronefs sont séparés. L'aéronef à l'arrivée doit passer un point caractéristique, et l'aéronef au départ un autre point. À partir de ce moment-là, un espacement est établi, et la séparation ne fera qu'augmenter. On peut alors faire descendre l'arrivée, et faire monter le départ.
Les situations de contrôle réel consistent en beaucoup plus de deux aéronefs, mais généralement les cas peuvent être décomposés en une série de ces cas d'école.

## Approcheradar

### Assistance, surveillance
Assistance radar : Utilisation du radar pour fournir des renseignements aux aéronefs sur leur position ou des écarts par rapport à leur route.
Surveillance radar : Utilisation du radar pour mieux connaître la position des aéronefs. Il s'agit d'une approche où aucun guidage radar n'est effectué, mais où le radar est utilisé pour accélérer les croisements.
Les méthodes sont les mêmes que pour l'approche classique. Cependant, au lieu d'attendre les critères de séparation stratégique pour effectuer des croisements (surtout dans le cas d'un aéronef à l'arrivée et d'un au départ), on utilise un espacement radar qui est en général atteint beaucoup plus rapidement qu'une séparation stratégique.
De plus, le radar permet aux aéronefs de suivre des trajectoires non standards, pour lesquelles aucun espacement stratégique n'est défini. Il donne au contrôleur un outil pour constater un espacement horizontal entre des aéronefs qui suivent de telles trajectoires.
Enfin, le radar augmente la sécurité, en permettant au contrôleur de surveiller que ses instructions ont été bien comprises et suivies par le pilote.

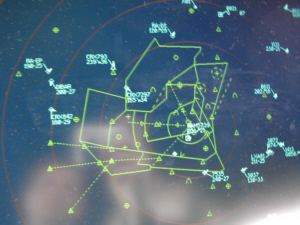
Écran radar d'approche, matériel des années 1990

### Guidage radar
Quand le guidage radar peut être utilisé pour assurer le contrôle d'approche, les méthodes de contrôle changent considérablement. Le contrôleur peut assigner des caps aux aéronefs à l'arrivée en plus des altitudes et vitesses. Le but est de les 'mettre les uns derrière les autres' et d'accélérer et d'ordonner les flux de manière à obtenir le meilleur séquencement. La distance entre les avions guidés est déterminée par la capacité de la piste. Celle-ci dépend des instruments de navigation utilisés par les pilotes durant l'approche finale, mais aussi de la météorologie et de la morphologie de l'aéroport.
Par exemple, s'il n'y a qu'une piste, il faudra plus de distance entre les avions à l'arrivée pour permettre de faire décoller d'autres avions au départ. Si la visibilité est très dégradée, la capacité de la piste diminue considérablement.
Le contrôleur d'approche guide les avions vers le point d'approche finale d'où ils redeviennent autonomes, il assure la cadence prévue en fonction des procédures en cours et de la météorologie locale sur le terrain. Grâce au guidage, il est aussi possible d'établir une séparation horizontale entre deux aéronefs au départ ou entre un aéronef au départ et un autre à l'arrivée.
Le contrôleur doit toutefois respecter des normes d'espacement radar bien définies. Selon le matériel disponible, elles sont de 3, 5 ou 8 NM (1 NM = 1852 m) horizontalement et de 1000 ft (1000 pieds, environ 300 m) verticalement en France métropolitaine. La norme est de 3 NM dans les secteurs d'approche en région parisienne, abaissée à 2,5 NM une fois l'appareil établi sur l'ILS. Ces distances sont celles observées au minimum entre les deux avions concernés.
Quand un contrôleur guide un avion, il prend entièrement en charge sa navigation (cap, altitude, vitesse). Il est responsable de la sécurité de l'avion vis-à-vis des autres appareils en guidage. De plus, à aucun moment le contrôleur ne donne de clairance vers des altitudes inférieures aux altitudes minimales de sécurité. Ces données sont publiées et sont disponibles sur l'affichage de l'écran radar du contrôleur. Les équipages disposent d'une carte comparable. Cependant, comme il peut leur être difficile de connaître exactement leur position durant un guidage, la responsabilité de l'anticollision (avec le sol) est entièrement confiée au contrôleur. Hors du guidage radar, le commandant de bord est responsable de sa sécurité vis-à-vis du relief et reste coresponsable de l'anticollision avec les autres aéronefs.
Sur les très grands aéroports, le guidage radar est la méthode nominale pour amener les avions de leur point d'entrée à leur point d'approche finale. Sur les aéroports plus petits, il y a mixité de méthodes entre guidage radar et surveillance radar des avions restant sur des trajectoires publiées.